# Selección masculina de hockey sobre hierba de los Países Bajos
La selección masculina de hockey sobre hierba de los Países Bajos es conformada por la Real Asociación Neerlandesa de Hockey desde 1926. Es una de las potencias mundiales, habiendo logrado dos medallas de oro en los Juegos Olímpicos de 1996 y 2000, tres en el Campeonato Mundial de 1973, 1990 y 1998, una en la Liga Mundial 2012/13, dos en la Hockey Pro League, ocho en el Champions Trophy y siete en el Campeonato Europeo de 1983, 1987, 2007, 2015, 2017, 2021 y 2023.

## Resultados

### Juegos Olímpicos
- Ámsterdam 1928: Plata
- Berlín 1936: Bronce
- Londres 1948: Bronce
- Helsinki 1952: Plata
- Roma 1960: 9.º
- Tokio 1964: 8.º
- México 1968: 5.º
- Múnich 1972: 4.º
- Montreal 1976: 4.º
- Los Ángeles 1984: 6.º
- Seúl 1988: Bronce
- Barcelona 1992: 4.º
- Atlanta 1996: Oro
- Sídney 2000: Oro
- Atenas 2004: Plata
- Pekín 2008: 4.º
- Londres 2012: Plata
- Río de Janeiro 2016: 4.º
- Tokio 2020: 6.º
- París 2024: Oro

### Campeonato mundial
- Barcelona 1971: 6.º
- Ámsterdam 1973: Oro
- Kuala Lumpur 1975: 9.º
- Buenos Aires 1978: Plata
- Bombay 1982: 4.º
- Londres 1986: 7.º
- Lahore 1990: Oro
- Sídney 1994: Plata
- Utrecht 1998: Oro
- Kuala Lumpur 2002: Bronce
- Mönchengladbach 2006: 7.º
- Nueva Delhi 2010: Bronce
- La Haya 2014: Plata
- Bhubaneswar 2018: Plata

### Liga Mundial
- 2012-13: Oro
- 2014-15: 4.º
- 2016-17: 7.º

### Hockey Pro League
- 2019:  Bronce
- 2020-21: 5.º
- 2021-22:  Oro
- 2022-23:  Oro
- 2023-24:  Plata
- 2024-25:  Oro

### Champions Trophy
- Karachi 1980: 4.º
- Karachi 1981: Oro
- Amstelveen 1982: Oro
- Karachi 1983: 5.º
- Karachi 1984: 4.º
- Perth 1985: 5.º
- Karachi 1986: 6.º
- Amstelveen 1987: Plata
- Berlín 1989: Plata
- Melbourne 1990: Plata
- Berlín 1991: Bronce
- Karachi 1992: 4.º
- Kuala Lumpur 1993: Bronce
- Lahore 1994: Bronce
- Berlín 1995: 4.º
- Madras 1996: Oro
- Adelaida 1997: Plata
- Lahore 1998: Oro
- Brisbane 1999: Bronce
- Amstelveen 2000: Oro
- Róterdam 2001: Bronce
- Colonia 2002: Oro
- Amstelveen 2003: Oro
- Lahore 2004: Plata
- Chennai 2005: Plata
- Terrassa 2006: Oro
- Kuala Lumpur 2007: Bronce
- Róterdam 2008: 4.º
- Melbourne 2009: 4.º
- Mönchengladbach 2010: Bronce
- Auckland 2011: Bronce
- Melbourne 2012: Plata
- Bhubaneswar 2014: 5.º
- Londres 2016: No participó
- Breda 2018: Bronce

### Campeonato Europeo
- Bruselas 1970: Plata
- Madrid 1974: Bronce
- Hanover 1978: Plata
- Amstelveen 1983: Oro
- Moscú 1987: Oro
- París 1991: Plata
- Dublín 1995: Plata
- Padua 1999: Plata
- Barcelona 2003: 4.º
- Leipzig 2005: Plata
- Mánchester 2007: Oro
- Amstelveen 2009: Bronce
- Mönchengladbach 2011: Plata
- Boom 2013: Bronce
- Londres 2015: Oro
- Amstelveen 2017: Oro
- Amberes 2019: Bronce
- Amstelveen 2021: Oro
- Mönchengladbach 2023: Oro